# Les bones maneres
Les bones maneres (títol original en portuguès As Boas Maneiras) és una pel·lícula de terror fantàstic franco- brasilera del 2018, dirigida i escrita per Marco Dutra i Juliana Rojas. La pel·lícula explica la història de dues dones les vides de les quals estan entrellaçades pel naixement d'un nen que presenta un comportament estrany. És protagonitzada per Isabél Zuaa, Marjorie Estiano i Miguel Lobo. Ha estat subtitulada en català.
As Boas Maneiras es va estrenar el 6 d'octubre de 2017 al Festival Internacional de Cinema de Locarno, a Suïssa, i es va estrenar al Brasil el 7 de juny de 2018. La pel·lícula va ser rebuda amb ressenyes molt positives per part de la crítica, amb elogis pel guió i la forma en què es va explorar el gènere de terror, així com elogis per les actuacions dels protagonistes de la pel·lícula. Tanmateix, l'èxit no es va repetir en la seva exposició comercial al Brasil. La pel·lícula va tenir una audiència de poc més d'11 mil espectadors, i va generar uns ingressos de R$ 172.502,00.
A la 18a edició de Grande Otelo, promogut per l'Acadèmia Brasilera de Cinema, la pel·lícula va rebre cinc nominacions, inclosa el millor actriu per a Marjorie Estiano i el millor actriu secundària per Gilda Nomacce, així com nominacions al millor guió original, millor so i millors efectes visuals. Al 24è Premi Guaraní, el premi més important per a la crítica cinematogràfica brasilera, la pel·lícula va batre un rècord de nominacions, amb 13 nominacions en total, guanyant-ne sis, inclosa a la millor actriu secundària per a Marjorie Estiano.

## Argument
La Clara (Isabél Zuaa) és una dona solitària, que viu als afores de São Paulo i es va formar en infermeria. A l'atur, busca feina per mantenir-se i pagar el lloguer de la propietat de dona Amélia (Cida Moreira). L'Ana (Marjorie Estiano) és una dona que viu sola en un apartament de luxe en un barri de luxe i futurista de la ciutat i que busca una mainadera que l'ajudi a tenir cura del nen que espera. Llavors Ana contracta la Clara per a la feina. A mesura que avança l'embaràs, l'ambient de la residència es torna fosc i l'Ana comença a mostrar un comportament cada cop més estrany. Comença a tenir atacs de sonambulisme a les nits de lluna plena i s'agreugen amb la dieta sense carn que va recomanar el seu metge. A poc a poc, la relació entre tots dos evoluciona cap a una relació romàntica, però tot canvia amb el naixement de Joel (Miguel Lobo).

## Repartiment
- Isabél Zuaa com a Clara Macedo
- Marjorie Estiano com a Ana Proença Nogueira
- Miguel Lobo com a Júlio Macedo (Joel)
- Cida Moreira com a Dona Amélia
- Gilda Nomacce com a Gilda
- Andréa Marquee com a Angela
- Germano Melo com a Dr. Ciro Poças
- Nina Medeiros com a Amanda
- Hugo Villavicenzio com a Hugo
- Eduardo Gomes com a Professor Edu
- Neusa Velasco com a Dona Norma
- Felipe Kenji com a Maurício
- Adriana Mendonça com a Cida
- Caetano Gotardo com a Reinaldo Estevão

## Producció
La pel·lícula està dirigida en col·laboració entre Marco Dutra i Juliana Rojas. Els dos van començar aquesta associació quan encara estaven estudiant cinema a la Escola de Comunicacions i Arts (ECA) de la Universitat de São Paulo (USP) . Anteriorment havien estrenat un llargmetratge junts, Trabalhar Cansa de 2011. Per produir l'efecte visual futurista de la ciutat de São Paulo a la pel·lícula, el matte painting, molt habitual en el món cinematogràfic des dels grans clàssics del cinema. Els paisatges i les escenes van ser creats per l'artista Eduardo Schaal. Els colors i la música de la pel·lícula es van inspirar en les primeres animacions de Disney, especialment La Bella Dorment (1959).

## Llançament

### Festivals
As Boas Maneiras es va estrenar al Festival Internacional de Cinema de Locarno, a Suïssa, el 6 d'agost de 2017. A continuació, la pel·lícula va recórrer diversos festivals de diversos països. L'11 de setembre de 2017 es va estrenar a França al Festival L'Étrange. Es va projectar al Líban el 15 de setembre de 2017 durant el Festival de Cinema Fantàstic de Maskoon. Paral·lelament, es va mostrar a Rússia al Pacific Meridian Film Festival de Vladivostok. Encara el setembre de 2017, es va estrenar a Grècia al Festival de Cinema d'Atenes, als Estats Units al Festival Fantàstic i es va tornar a veure a França al Festival de Cinema Llatinoamericà de Biarritz. A Dinamarca, va participar a CPH: PIX l'1 d'octubre. El 4 d'octubre va estar al Vancouver International Film Festival. El 6 d'octubre va tenir la seva primera projecció oficial al Brasil al Festival do Rio. Encara el mateix mes, va ser al Festival de Cinema de Sitges a Catalunya , al Festival de Cinema de Haifa a Israel, al FI London Film Festival de Regne Unit, al Festival Internacional de Cine de Busan a Corea del Sud, a més de ser projectat de nou al Brasil a la Mostra Internacional de Cinema de São Paulo.
El 5 de novembre va participar al festival Janela Internacional de Cinema do Recife i el 8 de novembre al Panorama Internacional Coisa de Cinema. L'11 de novembre es va mostrar simultàniament a tres festivals: Festival Internacional de Cinema de Kolkata a Índia, Festival de Films del Sud a Noruega i AFI Fest als Estats Units. El 9 de desembre va estar al Festival Internacional del Nou Cinema Llatinoamericà de l'Havana. El 7 de gener de 2018, es va tornar a mostrar als Estats Units durant el Festival Internacional de Cinema de Palm Springs. El 25 de gener es va estrenar al tradicional Festival Internacional de Cinema de Rotterdam, als Països Baixos. A Irlanda, es va projectar al Belfast Film Festival el 17 d'abril de 2018. L'11 d'octubre de 2018, va participar al Festival Internacional de Cinema de Viña del Mar a l'Uruguai.

### Al Brasil
L'estrena comercial de la pel·lícula va tenir lloc el 7 de juny 2018 amb distribució d'Imovision.

### Distribució internacional
As Boas Maneiras es va estrenar comercialment a diversos països. El 21 de març de 2018 es va estrenar als cinemes de França. A Portugal va arribar als cinemes a partir del 3 de maig de 2018. Tres dies després, el 6 de maig, es va estrenar a Polònia. L'11 de juliol es va distribuir a Bèlgica. Encara al juliol, va arribar als cinemes d'Alemanya (26) i Estats Units (27). El 28 de setembre es va estrenar a Mèxic. Al Japó es va estrenar a partir del 26 d'octubre de 2018. Als Països Baixos, la pel·lícula es va estrenar el 29 de novembre de 2018.

## Recepció

### Crítiques
A l'agregador de ressenyes Rotten Tomatoes, que classifica les crítiques com a només positives o negatives, la pel·lícula té una puntuació d'aprovació del 96% calculada a partir de 47 comentaris dels crítics que va seguit del consens: "As Boas Maneiras fa malabarismes hàbilment amb diferents canvis de tons alhora que dóna una mirada excepcionalment intel·ligent i sensible a les relacions femenines."

## Premis i nominacions
| Any  | festival                                                  | Categoria                               | Receptor(s)                         | Resultat  | Ref.   |
| ---- | --------------------------------------------------------- | --------------------------------------- | ----------------------------------- | --------- | ------ |
| 2017 | Festival Internacional de Cinema de Locarno               | Millor pel·lícula                       | Marco Dutra i Juliana Rojas         | Nominat   | [ 16 ] |
| 2017 | Festival Internacional de Cinema de Locarno               | Premi especial del jurat                | Marco Dutra i Juliana Rojas         | Guanyador | [ 16 ] |
| 2017 | Austin Fantastic Fest                                     | menció especial                         | Marco Dutra i Juliana Rojas         | Guanyador |        |
| 2017 | Festival de Cinema Llatinoamericà de Biarritz             | Millor pel·lícula                       | Marco Dutra i Juliana Rojas         | Nominat   | [ 17 ] |
| 2017 | Festival de Cinema Llatinoamericà de Biarritz             | Menció honorífica                       | Marco Dutra i Juliana Rojas         | Guanyador | [ 17 ] |
| 2017 | L Festival Internacional de Cinema Fantàstic de Catalunya | Millor pel·lícula                       | Marco Dutra i Juliana Rojas         | Nominat   | [ 18 ] |
| 2017 | L Festival Internacional de Cinema Fantàstic de Catalunya | Premi de la Crítica José Luis Guarner   | Marco Dutra i Juliana Rojas         | Guanyador | [ 18 ] |
| 2017 | L Festival Internacional de Cinema Fantàstic de Catalunya | Millor actriu (menció especial)         | Isabél Zuaa                         | Guanyador | [ 18 ] |
| 2017 | Festival de Cinema do Rio                                 | Millor pel·lícula                       | Marco Dutra i Juliana Rojas         | Guanyador | [ 19 ] |
| 2017 | Festival de Cinema do Rio                                 | Millor pel·lícula (Premi FIPRESCI)      | Marco Dutra i Juliana Rojas         | Guanyador | [ 19 ] |
| 2017 | Festival de Cinema do Rio                                 | Millor pel·lícula de ficció (Félix)     | Marco Dutra i Juliana Rojas         | Guanyador | [ 19 ] |
| 2017 | Festival de Cinema do Rio                                 | Premi Petrobrás                         | Marco Dutra i Juliana Rojas         | Guanyador | [ 19 ] |
| 2017 | Festival de Cinema do Rio                                 | Millor actriu secundària                | Marjorie Estiano                    | Guanyador | [ 19 ] |
| 2017 | Festival de Cinema do Rio                                 | Millor Fotografia                       | Rui Poças                           | Guanyador | [ 19 ] |
| 2017 | L'Etrange Festival                                        | Millor pel·lícula                       | Marco Dutra i Juliana Rojas         | Nominat   |        |
| 2017 | L'Etrange Festival                                        | Millor pel·lícula del Públic            | Marco Dutra i Juliana Rojas         | Guanyador |        |
| 2017 | Oslo Films from the South Festival                        | Menció honorífica                       | Marco Dutra i Juliana Rojas         | Guanyador |        |
| 2017 | Festival de Cinema de Londres                             | Millor pel·lícula                       | Marco Dutra i Juliana Rojas         | Nominat   |        |
| 2017 | Festival Internacional de Cinema de Calcuta               | Millor pel·lícula                       | Marco Dutra i Juliana Rojas         | Nominat   |        |
| 2018 | Festival Internacional de cinema de Brussel·les           | Millor pel·lícula                       | Marco Dutra i Juliana Rojas         | Nominat   |        |
| 2018 | Buenos Aires Festival Internacional de Cinema Independent | Millor pel·lícula Internacional         | Marco Dutra i Juliana Rojas         | Nominat   | [ 20 ] |
| 2018 | Buenos Aires Festival Internacional de Cinema Independent | Millor pel·lícula                       | Marco Dutra i Juliana Rojas         | Guanyador | [ 20 ] |
| 2018 | Kaleidoscope LGBT Festival                                | Millor pel·lícula                       | Marco Dutra i Juliana Rojas         | Guanyador |        |
| 2018 | Festival Internacional de Cinema de Cartagena de Indias   | Millor pel·lícula                       | Marco Dutra i Juliana Rojas         | Nominat   |        |
| 2018 | Festival Internacional de Cinema de Cleveland             | Millor pel·lícula Internacional         | Marco Dutra i Juliana Rojas         | Nominat   |        |
| 2018 | Festival Internacional de Cinema de Maine                 | Millor pel·lícula                       | Marco Dutra i Juliana Rojas         | Nominat   |        |
| 2018 | Zinegoak Bilbao International GLT Film Festival           | Millor pel·lícula                       | Marco Dutra i Juliana Rojas         | Nominat   | [ 21 ] |
| 2018 | Zinegoak Bilbao International GLT Film Festival           | Millor actriu Principal                 | Isabél Zuaa                         | Guanyador | [ 21 ] |
| 2018 | Zinegoak Bilbao International GLT Film Festival           | Millor actriu secundària                | Marjorie Estiano                    | Guanyador | [ 21 ] |
| 2018 | Festival Internacional de Cinema de l’Uruguai             | Millor pel·lícula Internacional         | Marco Dutra i Juliana Rojas         | Guanyador |        |
| 2018 | Torino International Gay & Lesbian Film Festival          | Millor pel·lícula                       | Marco Dutra i Juliana Rojas         | Guanyador |        |
| 2018 | Premis Fènix                                              | Millor pel·lícula                       | Marco Dutra i Juliana Rojas         | Nominat   | [ 22 ] |
| 2018 | Premis Fènix                                              | Millor muntatge                         | Caetano Gotardo                     | Nominat   | [ 22 ] |
| 2018 | Festival Internacional de Cinema de Palm Springs          | Millor pel·lícula Llatina               | Marco Dutra e Juliana Rojas         | Nominat   |        |
| 2018 | Festival de Cinema de Lima                                | Millor pel·lícula                       | Marco Dutra e Juliana Rojas         | Nominat   |        |
| 2018 | Festival de Cinema de Lima                                | Millor pel·lícula (premi de la crítica) | Marco Dutra e Juliana Rojas         | Guanyador |        |
| 2018 | Festival de Cinema de Lima                                | premi de la crítica Internacional       | Marco Dutra e Juliana Rojas         | Guanyador |        |
| 2018 | Janela Internacional de Cinema do Recife                  | Millor pel·lícula                       | Marco Dutra e Juliana Rojas         | Nominat   |        |
| 2018 | Janela Internacional de Cinema do Recife                  | Millor fotografia                       | Rui Poças                           | Guanyador |        |
| 2018 | Festival Internacional de Cinema de Viña del Mar          | Millor pel·lícula                       | Marco Dutra iJuliana Rojas          | Nominat   |        |
| 2018 | Festival Internacional de Cinema de Viña del Mar          | Millor actuació                         | Isabél Zuaa                         | Guanyador |        |
| 2018 | Festival Internacional de Cinema d'Istanbul               | Millor pel·lícula                       | Marco Dutra e Juliana Rojas         | Nominat   |        |
| 2018 | Festival Internacional de Cinema Fantàstic de Gérardmer   | Gran Premi                              | Marco Dutra e Juliana Rojas         | Nominat   |        |
| 2018 | Festival Internacional de Cinema Fantàstic de Gérardmer   | Premi del jurat                         | Marco Dutra e Juliana Rojas         | Guanyador |        |
| 2018 | Festival Internacional de Cinema Fantàstic de Gérardmer   | premi de la crítica                     | Marco Dutra e Juliana Rojas         | Guanyador |        |
| 2018 | Festival Internacional de Cinema de la UNAM               | Millor pel·lícula Internacional         | Marco Dutra e Juliana Rojas         | Nominat   |        |
| 2019 | Premis CinEuphoria                                        | Millor actriu Internacional             | Isabél Zuaa                         | Nominat   |        |
| 2019 | Grande Prêmio do Cinema Brasileiro                        | Millor actriu                           | Marjorie Estiano                    | Nominat   | [ 23 ] |
| 2019 | Grande Prêmio do Cinema Brasileiro                        | Millor actriu secundària                | Gilda Nomacce                       | Nominat   | [ 23 ] |
| 2019 | Grande Prêmio do Cinema Brasileiro                        | Millor so                               | Gabriela Cunha, Bernardo Uzeda      | Nominat   | [ 23 ] |
| 2019 | Grande Prêmio do Cinema Brasileiro                        | Millors Efectes Visuals                 | Eduardo Schaal                      | Nominat   | [ 23 ] |
| 2019 | Grande Prêmio do Cinema Brasileiro                        | Millor guió original                    | Marco Dutra i Juliana Rojas         | Nominat   | [ 23 ] |
| 2019 | Festival Sesc Melhores Filmes                             | Millor Fotografia                       | Rui Poças                           | Guanyador |        |
| 2019 | Premi Guaraní del Cinema Brasiler                         | Millor pel·lícula                       | Marco Dutra i Juliana Rojas         | Nominat   | [ 24 ] |
| 2019 | Premi Guaraní del Cinema Brasiler                         | Milloor diredtor                        | Marco Dutra i Juliana Rojas         | Nominat   | [ 24 ] |
| 2019 | Premi Guaraní del Cinema Brasiler                         | Millor actriu                           | Isabél Zuaa                         | Nominat   | [ 24 ] |
| 2019 | Premi Guaraní del Cinema Brasiler                         | Millor actriu secundària                | Marjorie Estiano                    | Guanyador | [ 24 ] |
| 2019 | Premi Guaraní del Cinema Brasiler                         | Millor guió original                    | Marco Dutra e Juliana Rojas         | Nominat   | [ 24 ] |
| 2019 | Premi Guaraní del Cinema Brasiler                         | Millor direcció artística               | Fernando Zuccolotto                 | Guanyador | [ 24 ] |
| 2019 | Premi Guaraní del Cinema Brasiler                         | Millor Fotografia                       | Rui Poças                           | Guanyador | [ 24 ] |
| 2019 | Premi Guaraní del Cinema Brasiler                         | Millor muntatge                         | Caetano Gotardo                     | Nominat   | [ 24 ] |
| 2019 | Premi Guaraní del Cinema Brasiler                         | Millor So                               | Gabriela Cunha, Bernardo Uzeda      | Guanyador | [ 24 ] |
| 2019 | Premi Guaraní del Cinema Brasiler                         | Millor Música                           | Guilherme Garbato e Gustavo Garbato | Nominat   | [ 24 ] |
| 2019 | Premi Guaraní del Cinema Brasiler                         | Millor maquillatge                      | Rosemary Paiva                      | Guanyador | [ 24 ] |
| 2019 | Premi Guaraní del Cinema Brasiler                         | Millor vestuari                         | Kiki Orona                          | Nominat   | [ 24 ] |
| 2019 | Premi Guaraní del Cinema Brasiler                         | Millors efectes visuals                 | Eduardo Schaal                      | Guanyador | [ 24 ] |